# اچ‌ام‌ان‌زداس واکاکورا (پی۳۵۵۵)
اچ‌ام‌ان‌زداس واکاکورا (پی۳۵۵۵) (به انگلیسی: HMNZS Wakakura (P3555)) یک کشتی بود که طول آن 27 metres بود.